# Bruce Bvuma
Bruce Bvuma (Johannesburg, 15 maggio 1995) è un calciatore sudafricano, portiere dei Kaizer Chiefs e della nazionale sudafricana.

## Palmarès

### Club

#### Competizioni nazionali
- Coppa del Sudafrica: 1

Kaizer Chiefs: 2024-2025